# Diatraea
Diatraea (лат.) — род бабочек из семейства огнёвок-травянок (Crambidae). Известно около 50 видов из Западного полушария от США до Южной Америки.

## Описание
Мелкие молевидные чешуекрылые серовато-коричневого цвета. Характерные признаки: отсутствие простых глазков, наличие карманов со специализированными чешуйками на втором брюшном сегменте самца, волосяные пучки на задних голенях самца и базальные расширения тегумена на гениталиях самца. Типовой вид, Diatraea saccharalis является хорошо известным вредителем сахарного тростника в Америке. Растениями-хозяевами являются исключительно просовые травы (Злаки, Panicoideae), включая некоторые сельскохозяйственные культуры, такие как кукуруза (Zea mays), сахарный тростник (Saccharum officinarum) и Сорго двуцветное (Sorghum bicolor).

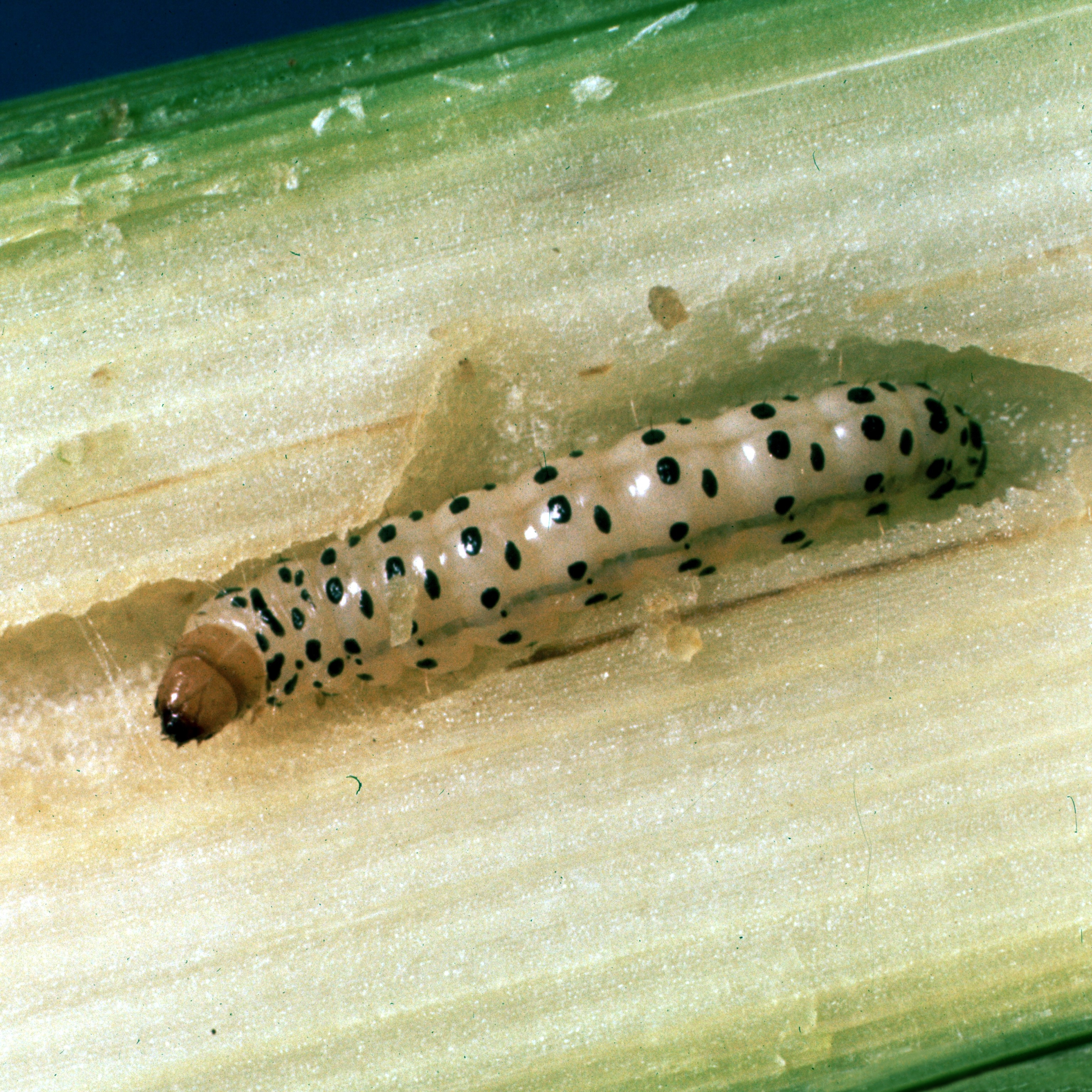
Гусеница Diatraea crambidoides
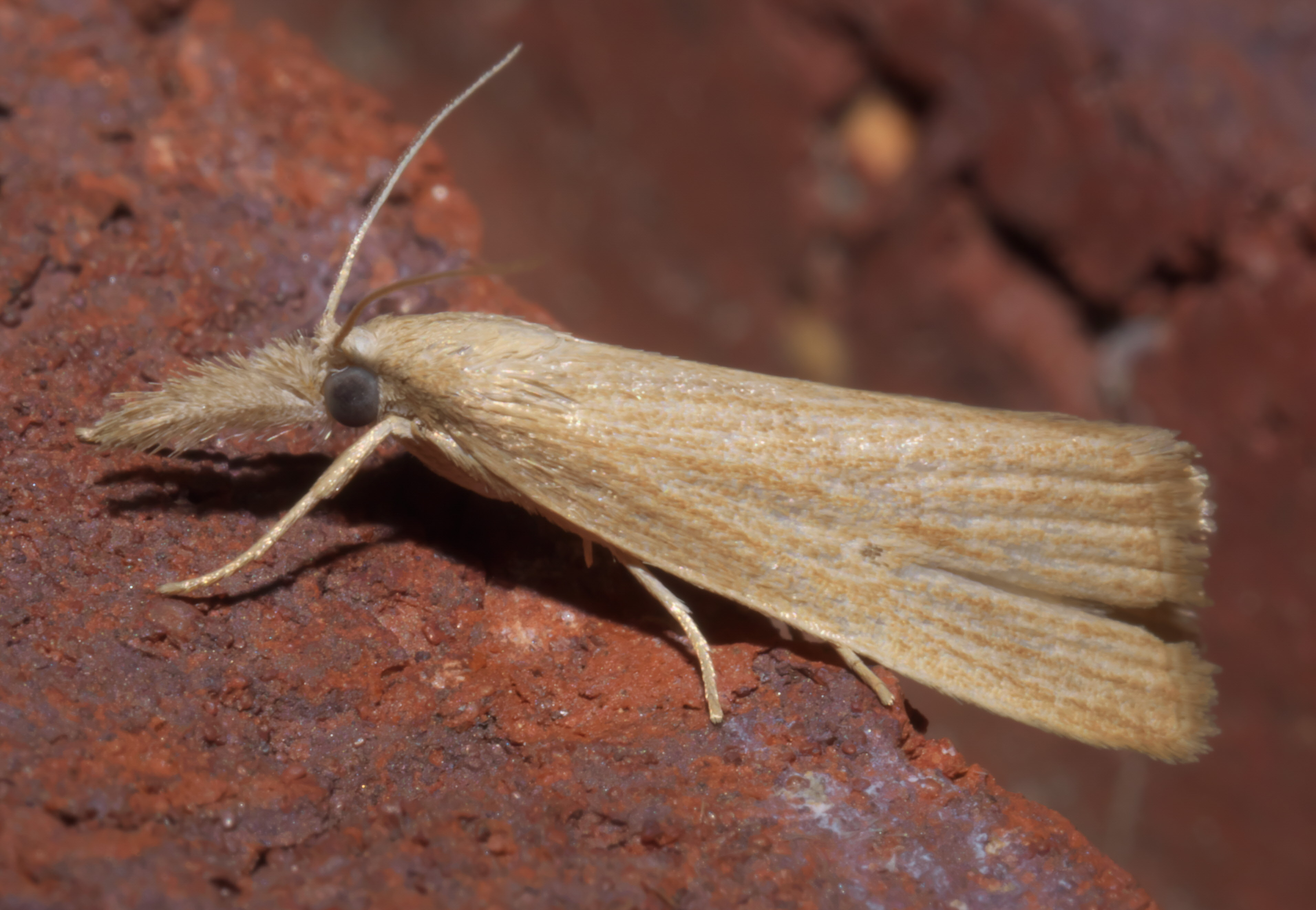
Diatraea evanescens
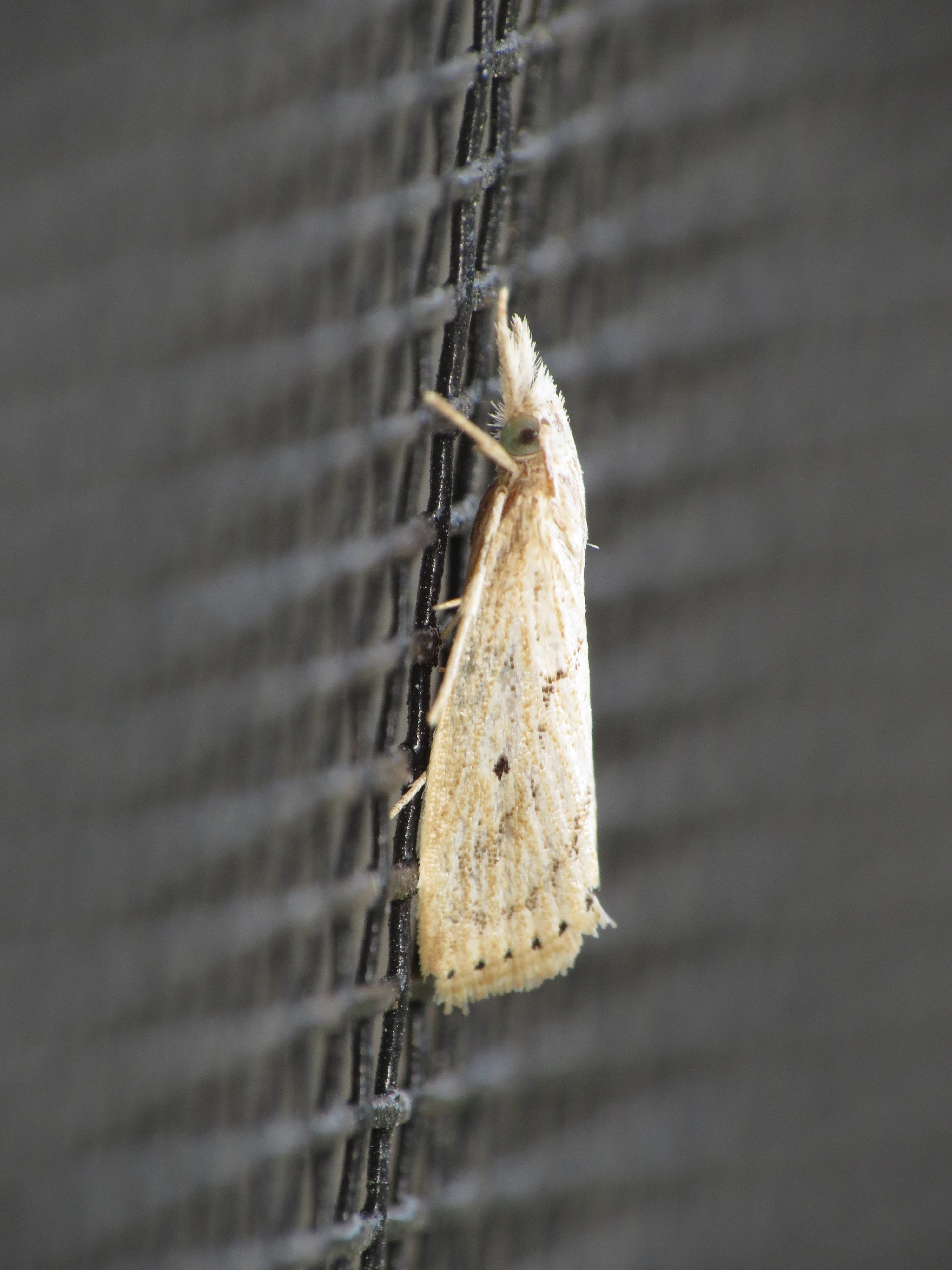
Diatraea lisetta

## Классификация
Известно около 50 видов. Род был впервые выделен в 1828 году британским богословом и натуралистом Лэнсдауном Гилдингом (Lansdown Guilding; 1797—1831) для вида Diatraea sacchari Guilding, 1828 (типовой вид по монотипии) и включён в состав трибы Chiloini подсемейства Crambinae из семейства огнёвок-травянок (Crambidae).
- Diatraea albicrinella Box, 1931[8]
- Diatraea andina Box, 1951[9]
- Diatraea argentina Box, 1931[8]
- Diatraea bellifactella Dyar, 1911[10]
- Diatraea brunnescens Box, 1931
- Diatraea busckella Dyar & Heinrich, 1927[11]
- Diatraea castrensis Dyar & Heinrich, 1927
- Diatraea cayennella Dyar & Heinrich, 1927[11]
- Diatraea centrellus (Möschler, 1883)
- Diatraea considerata Heinrich, 1931[12]
- Diatraea crambidoides (Grote, 1880)
- Diatraea dyari Box, 1930[13]
- Diatraea evanescens Dyar, 1917
- Diatraea fuscella Schaus, 1922[14]
- Diatraea gaga Dyar, 1914
- Diatraea grandiosella Dyar, 1911[10]
- Diatraea guatemalella Schaus, 1922[14]
- Diatraea impersonatellus (Walker, 1863)
- Diatraea indigenella Dyar & Heinrich, 1927[11]
- Diatraea instructella Dyar, 1911
- Diatraea lativittalis (Dognin, 1910)
- Diatraea lentistrialis Hampson, 1919
- Diatraea lineolata (Walker, 1856)
- Diatraea lisetta (Dyar, 1909)
- Diatraea magnifactella Dyar, 1911[10]
- Diatraea maronialis Schaus, 1922[14]
- Diatraea minimifacta Dyar, 1911
- Diatraea mitteri Solis, 2015[15]
- Diatraea muellerella Dyar & Heinrich, 1927
- Diatraea myersi Box, 1935
- Diatraea pedibarbata Dyar, 1911[10]
- Diatraea postlineella Schaus, 1922[14]
- Diatraea ragonoti Box, 1948[16]
- Diatraea rufescens Box, 1931
- Diatraea saccharalis (Fabricius, 1794)
- Diatraea schausella Dyar & Heinrich, 1927[11]
- Diatraea strigipennella Dyar, 1911
- Diatraea suffusella Box, 1931[8]
- Diatraea tabernella Dyar, 1911[10]
- Diatraea venosalis (Dyar, 1917)
- Diatraea veracruzana Box, 1956

## Бывшие виды
- Diatraea amazonica Box, 1931[8]
- Diatraea amnemonella Dyar, 1911[10]
- Diatraea angustella Dyar, 1911
- Diatraea balboana Box, 1956
- Diatraea colombiana Box, 1956
- Diatraea entreriana Box, 1931
- Diatraea flavipennella Box, 1931
- Diatraea guapilella (Schaus, 1913)
- Diatraea luteella Box, 1931[8]
- Diatraea maritima Box, 1935
- Diatraea morobe (Dyar, 1916)
- Diatraea obliqualis Hampson, 1919
- Diatraea pittieri Box, 1951[9]
- Diatraea rosa Heinrich, 1931
- Diatraea savannarum Box, 1935
- Diatraea silvicola Box, 1951
- Diatraea umbrialis Schaus, 1922[14]